# Владимир Батез
Владимир Батез (Бијело Поље, 7. септембар 1969) бивши је југословенски и српски одбојкаш.

## Каријера
Био је члан тима који је освојио две олимпијске медаље за СР Југославију.
Батез је висок 1,92 m, и играо је на позицији примача. Поред олимпијских медаља, са репрезентацијом је освојио и бронзу, односно сребро на европским првенствима 1995. и 1997. године, као и сребро на Светском првенству 1998. године.
По завршетку каријере учланио се у Српску напредну странку. Дана 29. новембра 2013. једногласном одлуком 103 делегата изабран је за генералног секретара Спортског савеза Србије.

## Клубови
- 1990-94  Црвена звезда
- 1994-96  Војводина
- 1996-97  ОК Катанија
- 1997-98  ОК Напуљ
- 1998-99  ОК Форли
- 1999-01  ОК Латина
- 2002-03  ОК Ђоја дел Коле
- 2003-04  ОК Ферара
- 2004-05  ОК Вибо Валентија
- 2005-06  ОК Ђоја дел Коле
- 2006-07  ОК Каљари
- 2008-09  Рибница